# Melaenornis fischeri
Melaenornis fischeri е вид птица от семейство Мухоловкови (Muscicapidae). Видът е незастрашен от изчезване.

## Разпространение
Видът е разпространен в африканските планини от Етиопия и Кения през Руанда до източен Заир и Малави.